# Wittenberge
Wittenberge is een gemeente in de Duitse deelstaat Brandenburg, gelegen in de Landkreis Prignitz. De stad telt 16.862 inwoners.
De stad ligt aan de Elbe en heeft een jachthaven.

## Stadsindeling

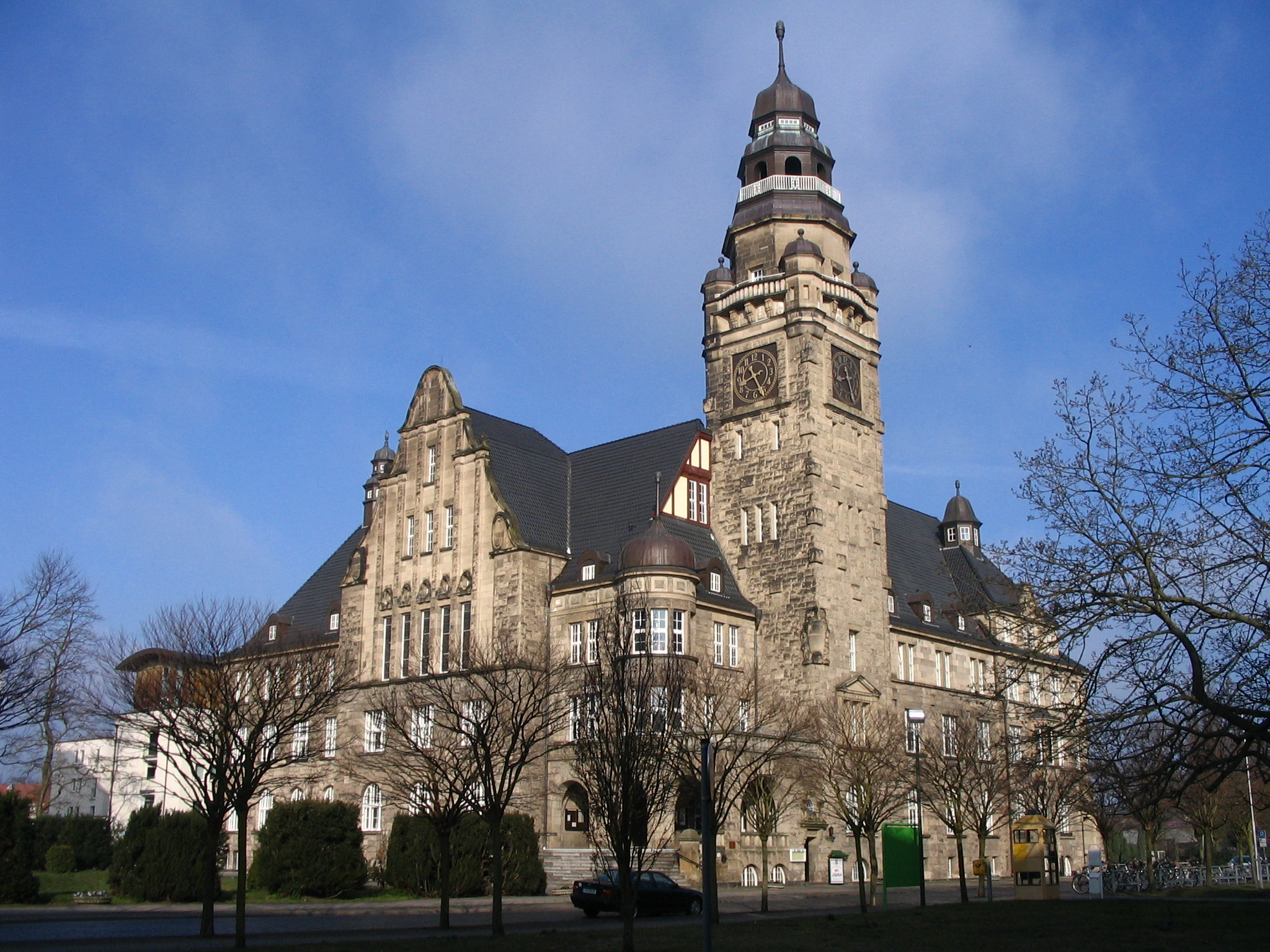
Stadhuis (bouwjaar 1912-1914, met 51 meter hoge toren)

Tot de gemeente, die officieel Stadt Wittenberge heet, behoren (naast de stad Wittenberge) ook zeven Ortsteile.  Dit zijn:
- 1. Bentwisch (5 à 6 km N[3]; circa 500 inwoners)
- 2. Garsedow (gehucht 2 km ZO, aan de Elbe; 1 km ZO van de binnenhaven)
- 3. Hinzdorf (5 à 6 km ZO, aan de Elbe; circa 100 inwoners)
- 4. Lindenberg (2 km Z van Bentwisch; ruim 300 inwoners)
- 5. Lütjenheide (gehucht 3 à 4 km OZO)
- 6. Schadebeuster (gehucht 2 km W van Hinzdorf)
- 7. Zwischendeich (gehucht 1 km N van Schadebeuster).

Bron: Hauptsatzung (hoofdgemeenteverordening) van Wittenberge, versie 19 februari 2009; op dit punt sedertdien niet gewijzigd; zie artikel 11, lid 1.

## Geografie, verkeer

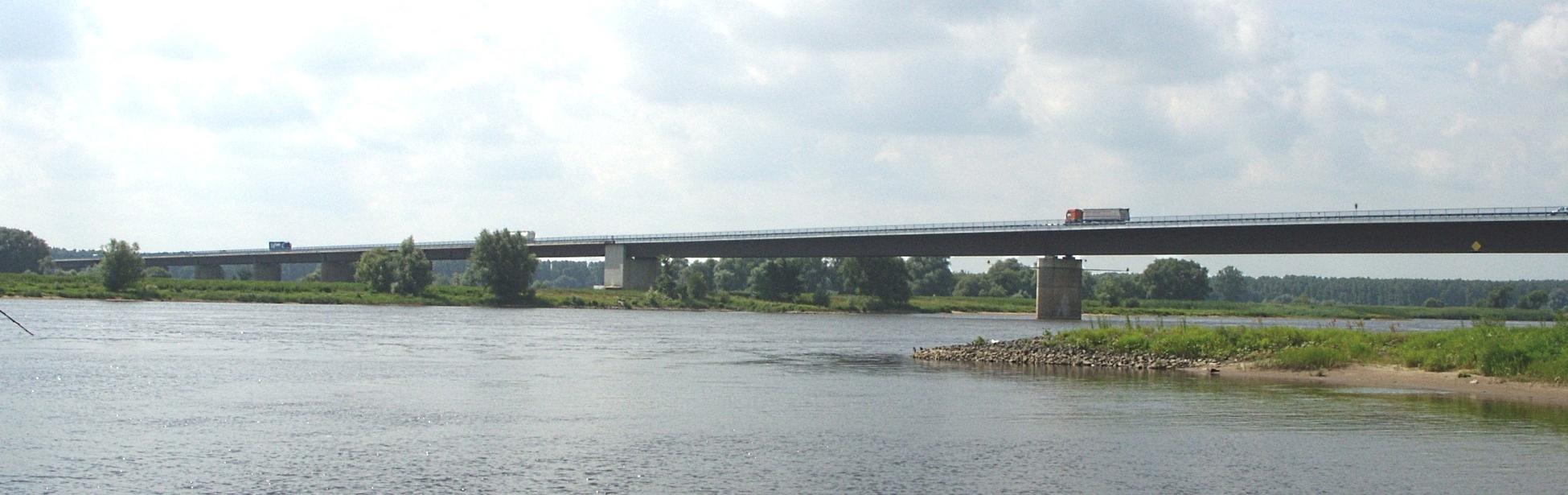
Brug over de Elbe in de B 189 bij Wittenberge
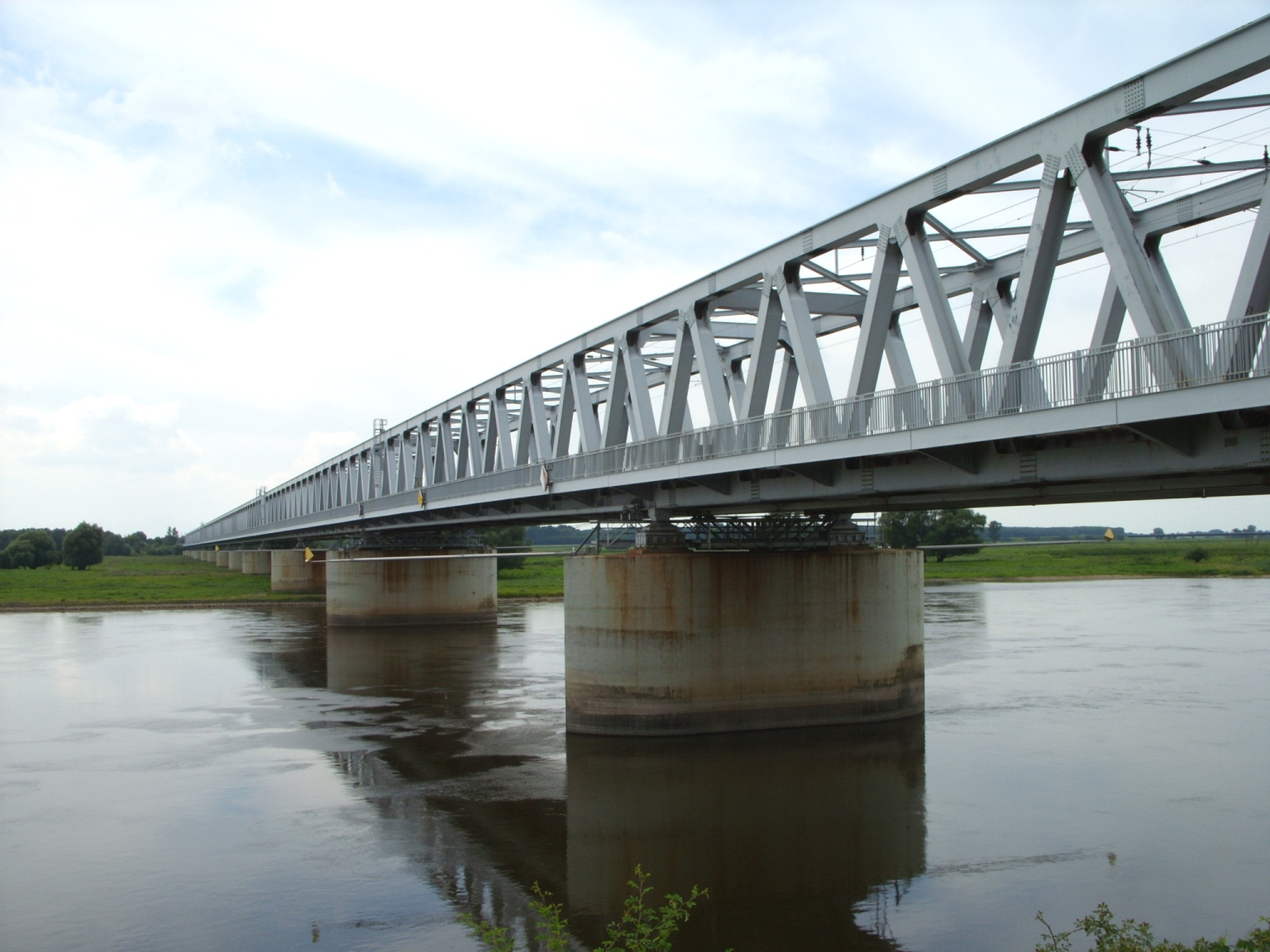
Spoorbrug over de Elbe bij Wittenberge (1987; met parallel voetpad)
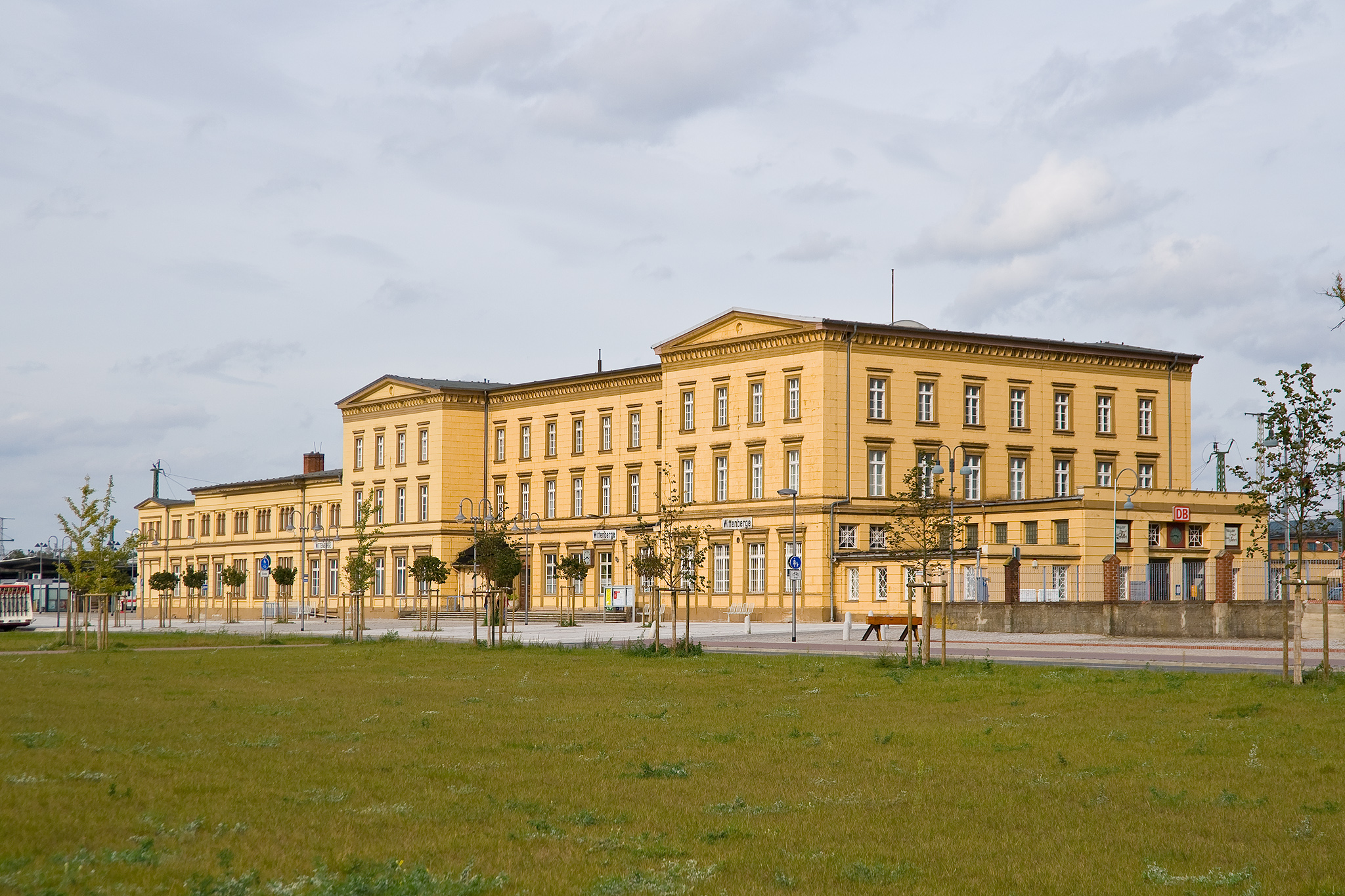
Stationsgebouw (1846; in 1923 gerenoveerd en uitgebreid)
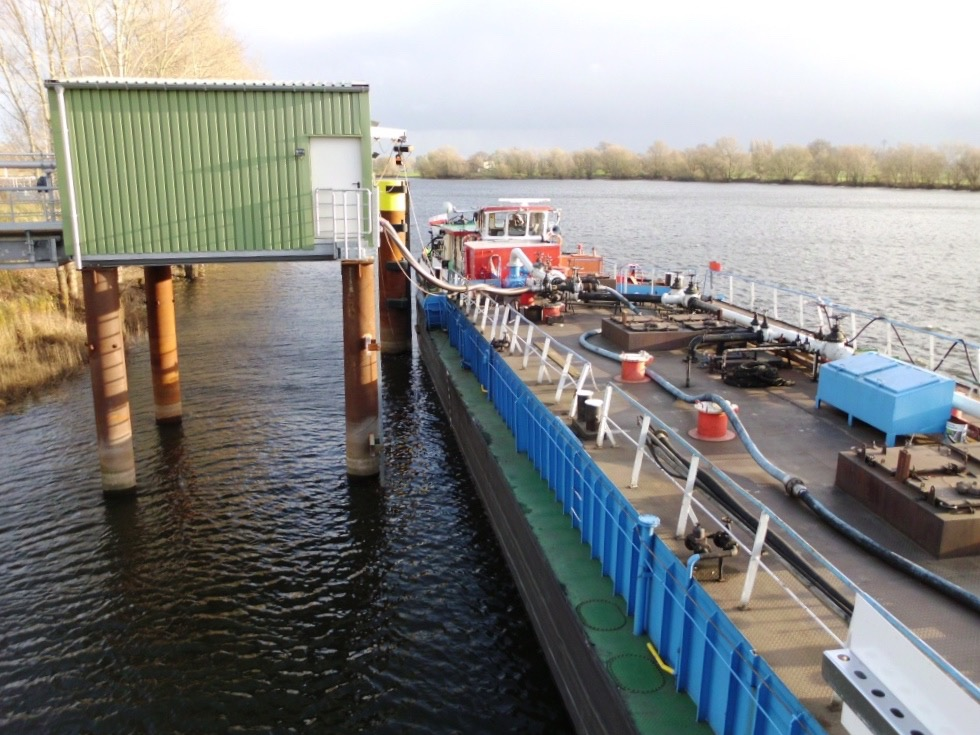
Aanlegsteiger voor tankschepen in de binnenhaven

Wittenberge heeft een oppervlakte van 50,44 km². De stad ligt vrijwel halverwege Hamburg en Berlijn.
Belangrijke verkeerswegen, die door de gemeente lopen, zijn de Bundesstraße 189,  een noord<->zuid-verbinding, die in een bocht westelijk om de stad heen loopt, en de in westelijke richting daarvan aftakkende Bundesstraße 195. De brug over de Elbe bij Wittenberge, in de B 189, werd in 1978 opgeleverd. Hij is de enige verkeersbrug over deze rivier in de wijde omtrek. De brug is bouwkundig in slechte staat. In 2020 werd daarom tot de bouw van een nieuwe, ruim 1.100 meter lange, brug besloten; geplande openstelling voor het verkeer: eind 2025. Over deze brug moet t.z.t. een Autobahn (de omstreeks 2029 te verlengen A 14) gaan lopen. Als de nieuwe brug klaar is, zal de oude gesloopt worden en vanaf 2026 vervangen door een parallelbrug voor lokaal autoverkeer, voetgangers en fietsers.
Station Wittenberge is een belangrijk regionaal spoorwegknooppunt. Van hieruit kan men per trein reizen naar o.a. Hamburg, Berlijn, Maagdenburg, Wittstock/Dosse en Buchholz (Nordheide). Het station staat 1,3 kilometer ten oosten van het stadscentrum.
Wittenberge ligt aan de rivier de Elbe en beschikt over een binnenhaven.

## Economie
Aan de binnenhaven en langs de hoofdwegen en spoorlijnen liggen enkele bedrijventerreinen, ten dele locaties van tot 1992 bestaande grote fabrieken. Vooral handel, logistiek en nijverheid (lokaal midden- en kleinbedrijf) kenmerkt deze gebieden. De grootste werkgevers van de stad zijn de gemeente en Deutsche Bahn (onderhoud spoorwegmaterieel). Ook is er enig toerisme, vooral gericht op liefhebbers van lange fietstochten (Elberadweg).

## Geschiedenis

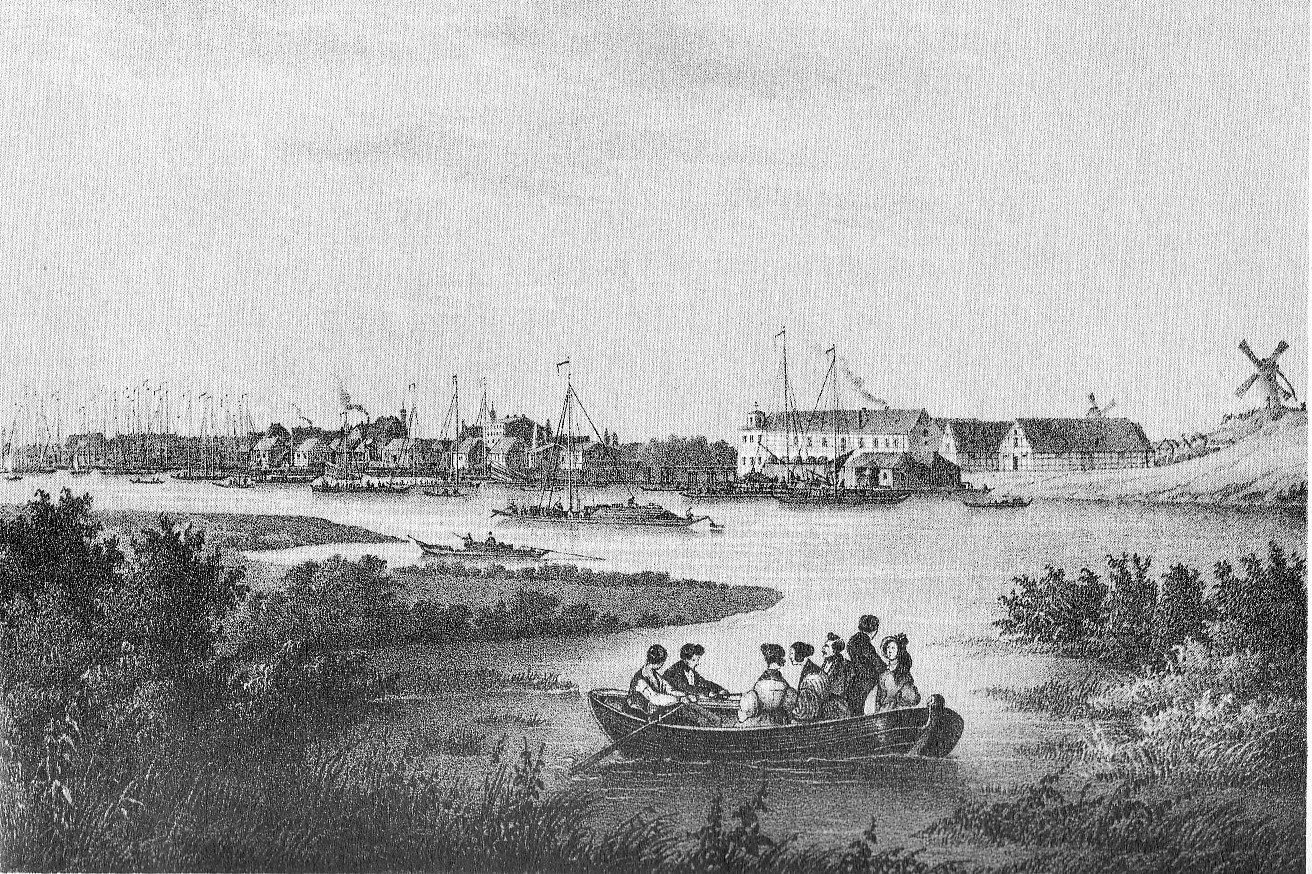
Wittenberge, prent van circa 1850
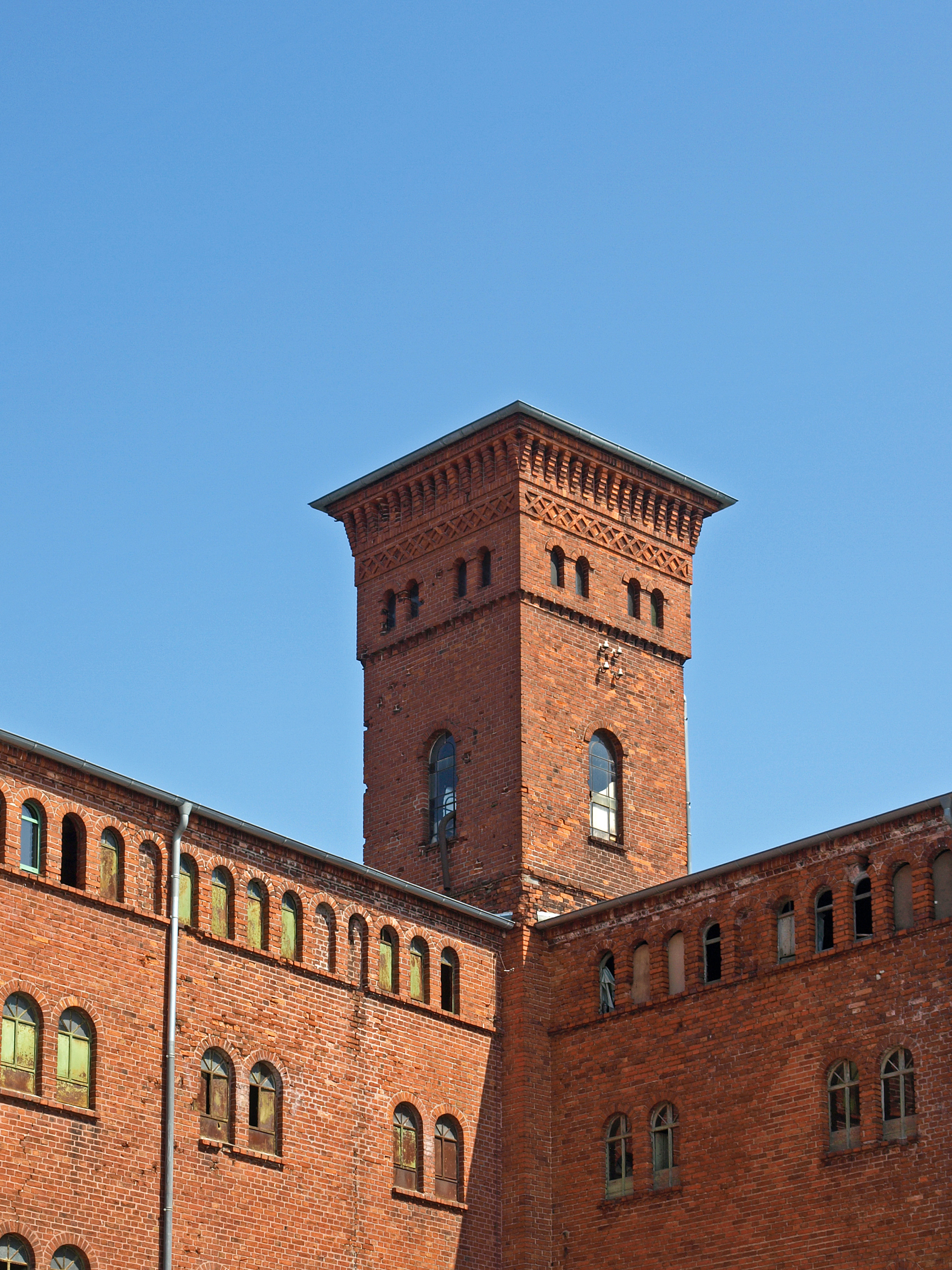
Voormalige oliemolen (1856)
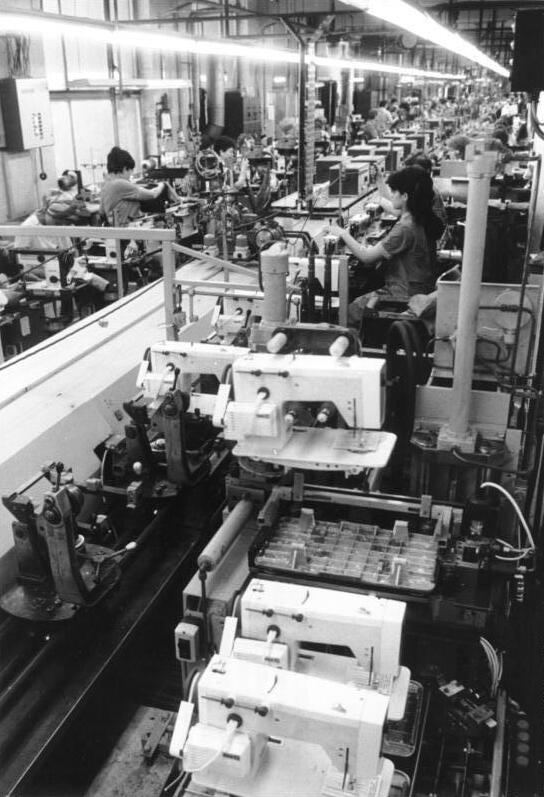
Naaimachinefabriek Veritas, 1987
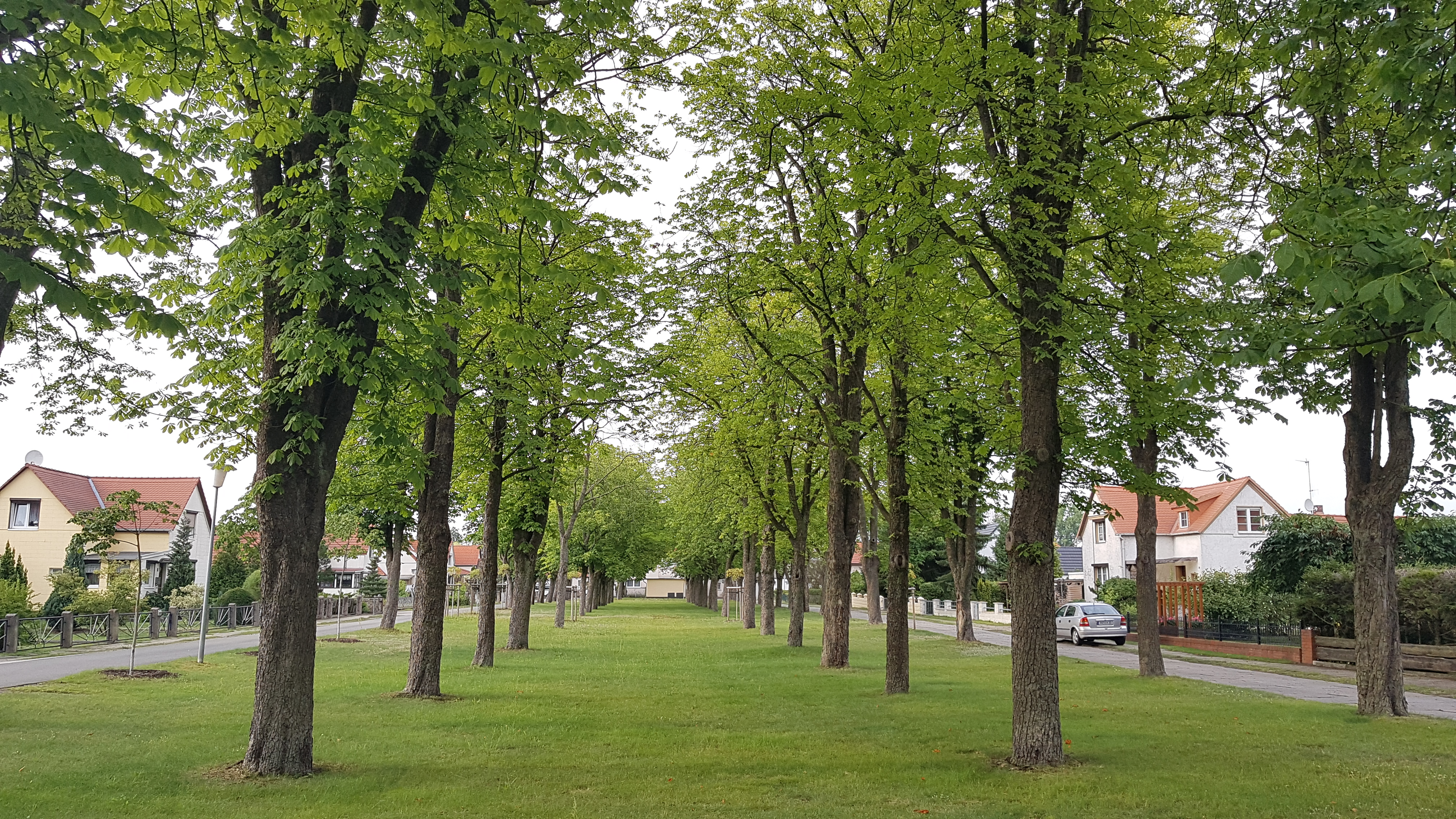
Laan in de Singer-personeelswoonwijk Eigene Scholle
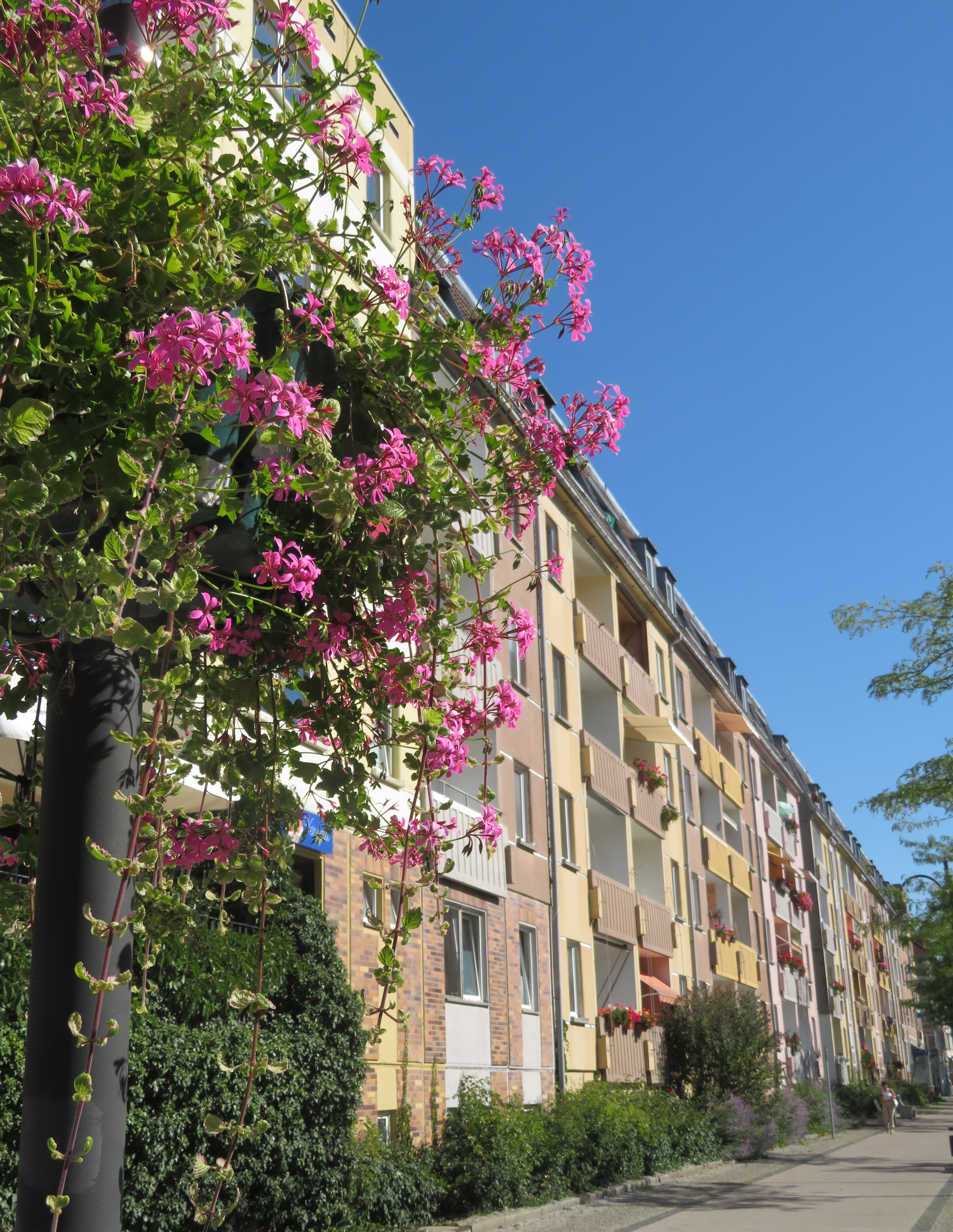
Plattenbau-flats uit de DDR-periode, na 1990 gerenoveerd

Wittenberge is, in het kader van de zogenaamde Oostkolonisatie, in de 13e eeuw ontstaan. In een document uit 1300 bevestigt een lokale heer de stadsrechten van Wittenberge.
Tot en met de 18e eeuw werd Wittenberge regelmatig getroffen door rampen, waaronder overstromingen van de Elbe en oorlogsgeweld in de Dertigjarige Oorlog (1618-1648), die zelfs tijdelijk een totale ontvolking van de plaats tot gevolg had.
Pas in de 19e eeuw kwam Wittenberge tot ontwikkeling. Er werd in 1823 een oliemolen gebouwd (dit bedrijf bestond tot 1992), in 1835 werd een binnenhaven gegraven en kort daarna, in 1846, een spoorlijn met station gebouwd.
Van 1903 tot 1992 stond in Wittenberge een belangrijke fabriek van naaimachines, waarvoor in 1914 een aparte personeelswoonwijk (Eigene Scholle; ontwerp: Walter Gropius en Adolf Meyer) werd gebouwd. De fabriek was opgericht door een Duitse dochteronderneming van het wereldwijd opererende concern Singer Corporation. De naaimachines werden verkocht onder de merknamen Singer, en in de DDR-periode (1949 - 1990)  Veritas en Naumann. Nog in 1989 werkten hier 3.200 mensen. Van deze fabriek is de Singer-klokkentoren bewaard gebleven.
In de jaren 1930 vestigde zich in Wittenberge meer industrie, waaronder een machine- en een cellulosefabriek.
Van augustus 1942 tot februari 1945 bestond het concentratiekamp Wittenberge. Dwangarbeiders, onder wie veel joden, moesten hier in de chemische industrie werken. KZ Wittenberge was een Außenlager van Concentratiekamp Neuengamme. Er zijn, door de onmenselijke behandeling van deze gevangenen, gedurende de Tweede Wereldoorlog ten minste 115, wellicht zelfs 270 mensen gestorven. In de Tweede Wereldoorlog werd Wittenberge enige malen getroffen door Geallieerde luchtbombardementen. Bij een bombardement in februari 1945 vielen 28, bij een luchtaanval op 15 maart 1945 meer dan 100 doden.
Na de val van de Muur (1989) is het aantal inwoners sterk afgenomen, mede door de sluiting van enkele grote fabrieken. Een aantal woonwijken, bestaande uit Plattenbau-flats uit de DDR-periode, werd gesaneerd. Het aantal inwoners daalde van 33.000 inwoners in 1971 via 28.000 in 1990 naar 17.200 in 2015; nadien bleef het bevolkingscijfer ongeveer stabiel.

## Partnersteden
Elmshorn, in de Duitse deelstaat Sleeswijk-Holstein, gelegen in de Kreis Pinneberg, sinds 26 augustus 1990.
Châlons-en-Champagne, in het departement Marne, regio Grand Est, Frankrijk, sinds 1967.
Razgrad (stad) (Bulgaars: Разград), de hoofdstad van het gelijknamige departement Razgrad in het noordoosten van Bulgarije, sinds 8 september 2003.

## Bezienswaardigheden, toerisme
Enige bezienswaardigheden in Wittenberge:
- Gotische stadspoort (Steintor) met poortwachtershuis (13e eeuw)
- Raadhuis (1914)
- Singer-klokkentoren (bouwjaar 1928; hoogte: 49,4 meter; 's nachts verlicht; in de zomer bezichtiging met rondleiding mogelijk)
- Stadtmuseum, een streekmuseum in de oudste woning van de stad "Alte Burg" (1669)
- Nabij de Elbe staat nog een groot deel van de 19e-eeuwse oude oliemolen overeind. In deze gebouwen, die als industrieel erfgoed monumentenstatus genieten, zijn  vooral horecabedrijven ondergebracht.
- Jaarlijks vindt in juli het muziekfestival Elblandfestspiele plaats. In een anno 2007 gebouwd concertgebouw met 3.500 plaatsen, op de locatie van de voormalige oliemolen, wordt operette-, musical- en soortgelijke muziek en zang ten gehore gebracht.
- Spoorwegmuseum bij het station, in de historische ronde locomotiefloods (Alter Lokschuppen), met oude, nog rijdende locomotieven, waarmee in de zomer af en toe ook toeristische ritten worden gereden

## Geboren
- Wichard Joachim Heinrich von Möllendorff (Wittenberge-Lindenberg, 7 januari 1724 - Havelberg, 28 januari 1816[4]), zeer hoog Pruisisch officier (Generalfeldmarschall)
- Friedrich Burmeister (24 maart 1888 - Berlijn, 25 juli 1968), Oost-Duits minister
- Emanuel Hirsch (Bentwisch, gemeente Wittenberge, 14 juni 1888 – Göttingen, 17 juli 1972), protestants , nazi-gezind theoloog, woordvoerder van de zogenaamde Deutsche Christen
- Klaus Havenstein (7 april 1922 - München, 19 maart 1998), presentator, acteur, cabaretier en stemacteur
- Friedrich-Wilhelm Schorlemmer (16 mei 1944; overleden 9 september 2024 in Berlijn) theoloog, burgerrechtenactivist en publicist. Hij was een belangrijk lid van de politieke oppositie in de DDR in de laatste jaren vóór de Val van de Muur.
- Norbert Klaar (12 oktober 1954), voormalig Duits olympisch schutter (Olympisch goud in 1976)
- Richard Z. Kruspe (1967), gitarist van Rammstein

## Galerij

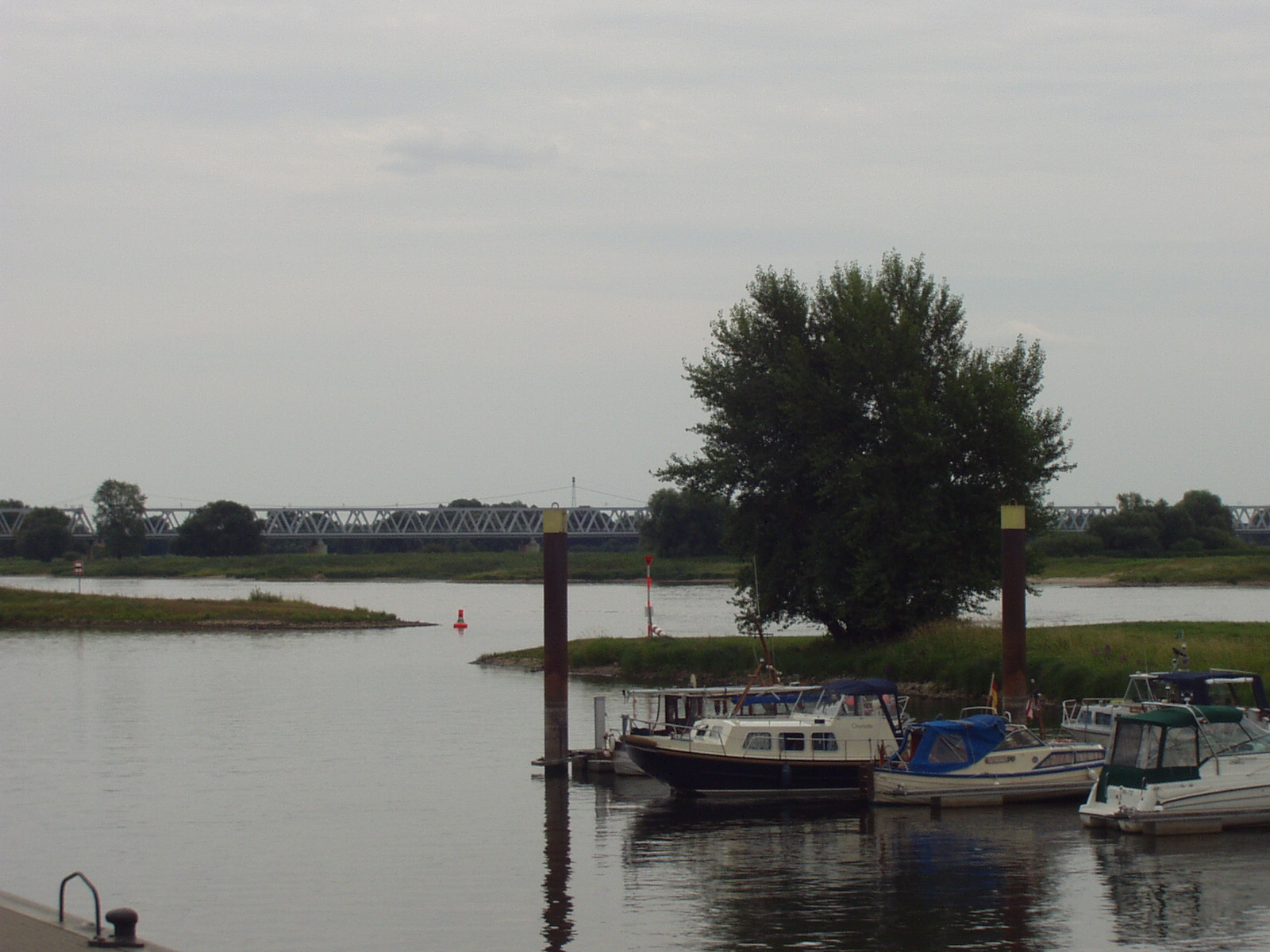
Jachthaven van Wittenberge, aan de Elbe
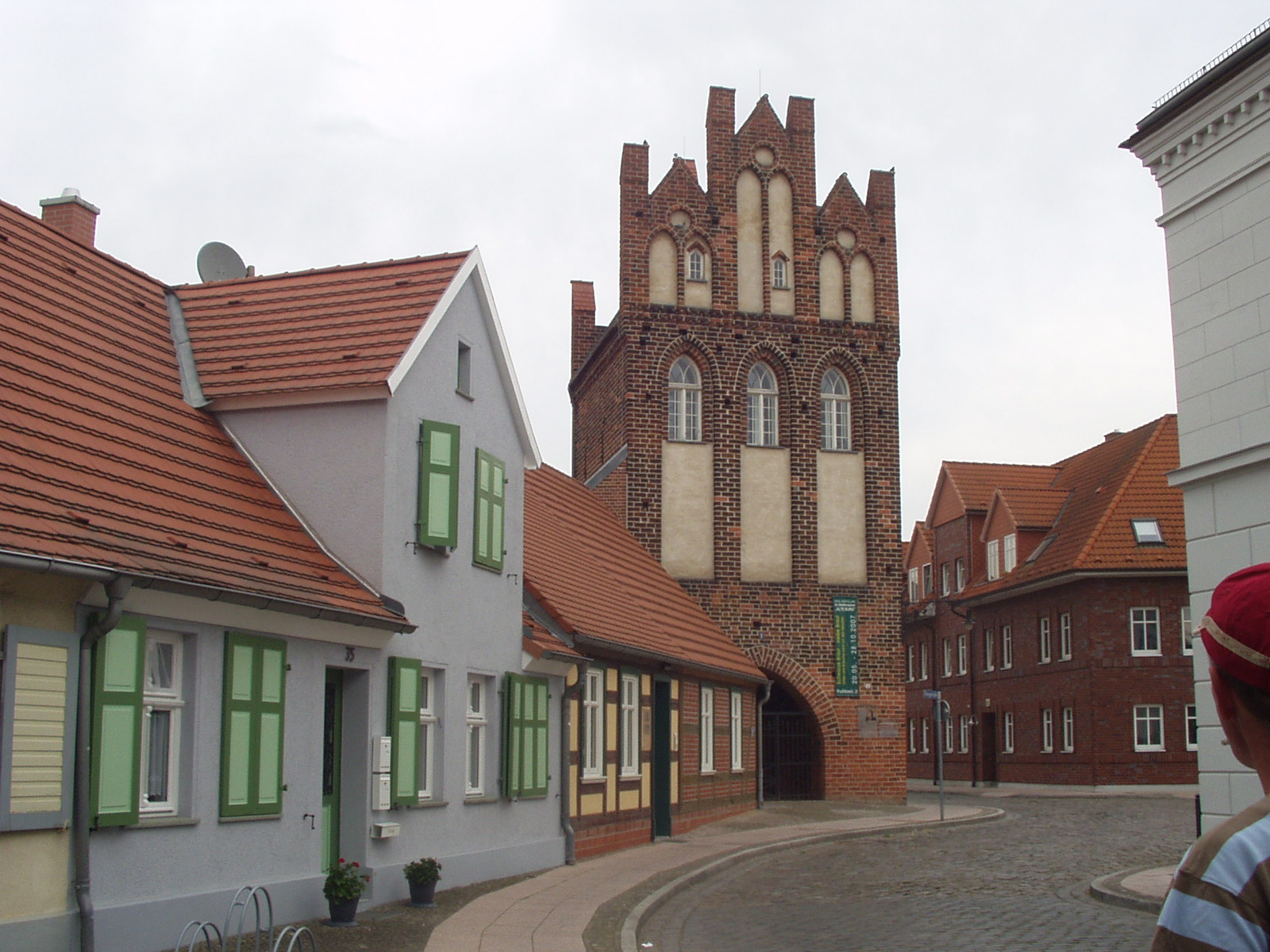
Steintor
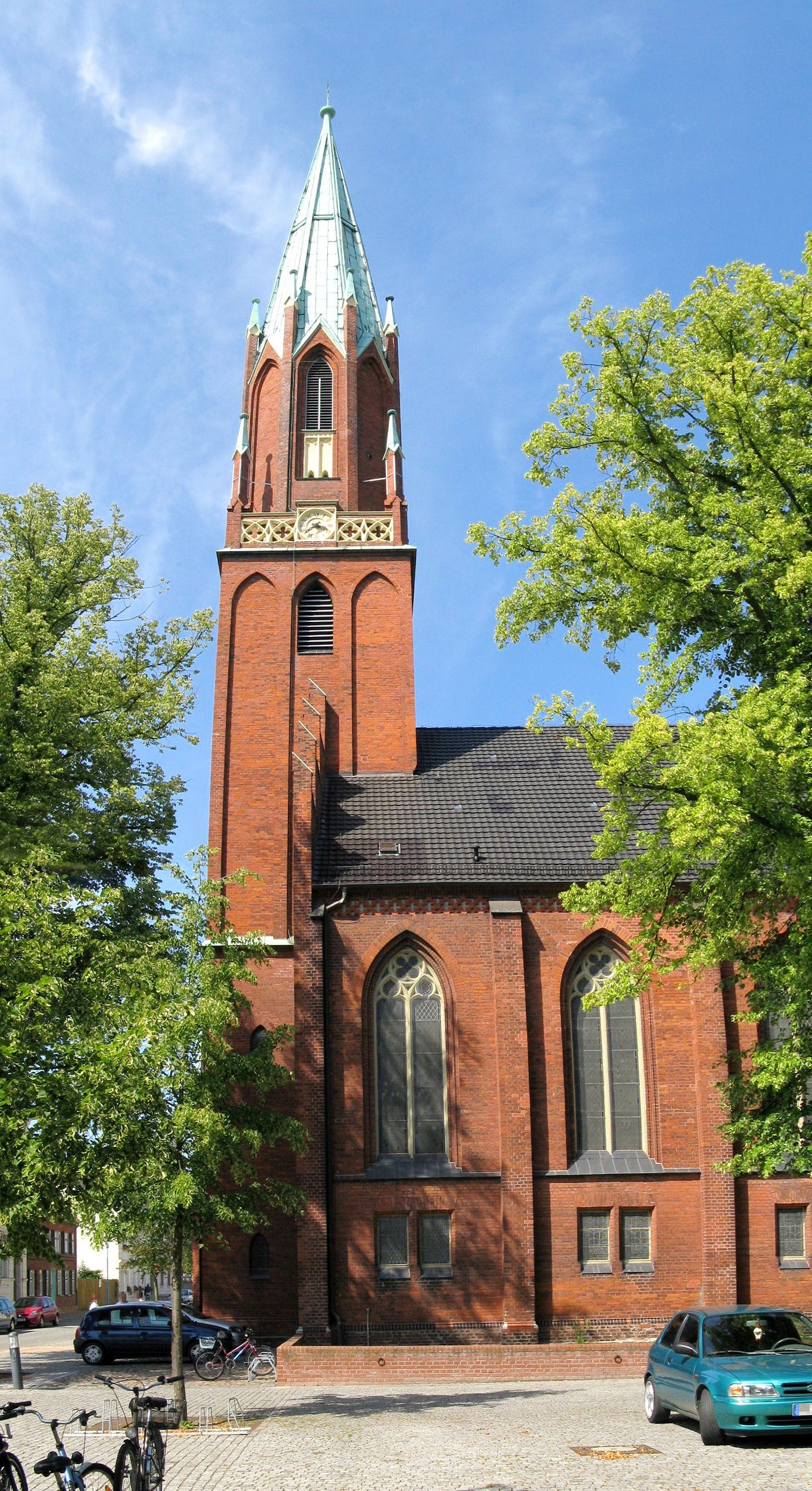
Evangelisch-lutherse kerk
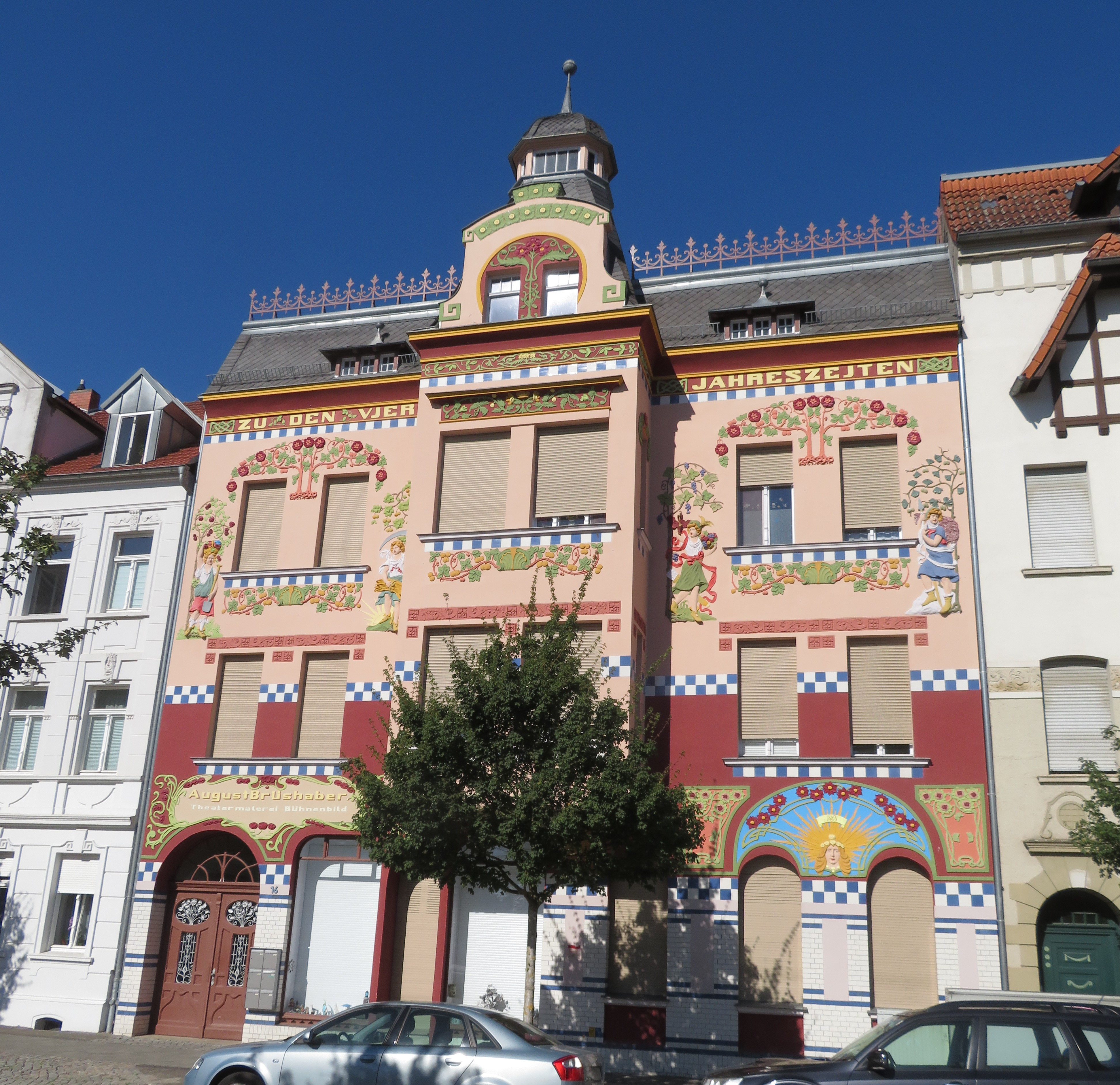
Jugendstilhuis 4 Jahreszeiten
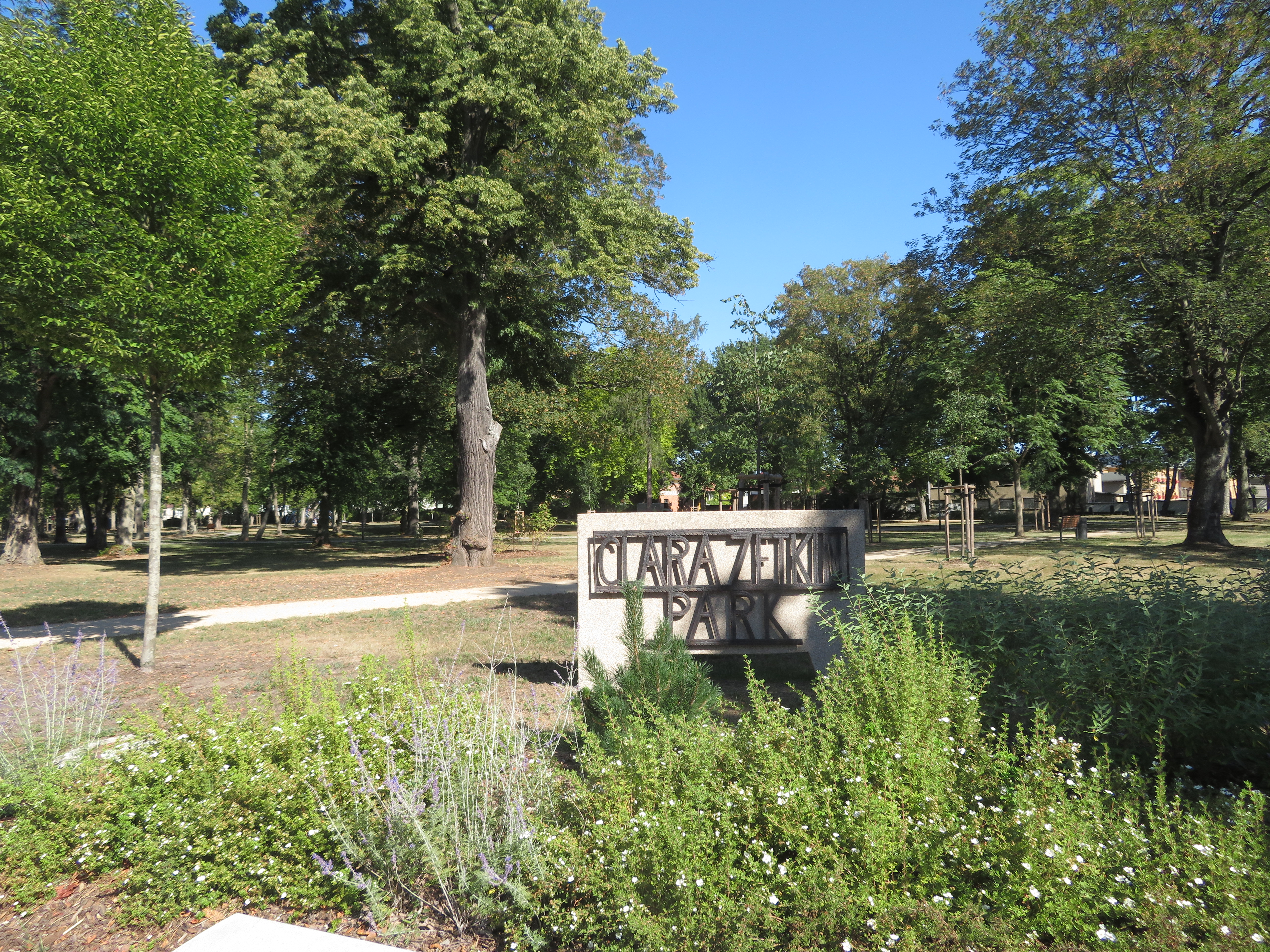
Clara-Zetkin-stadspark
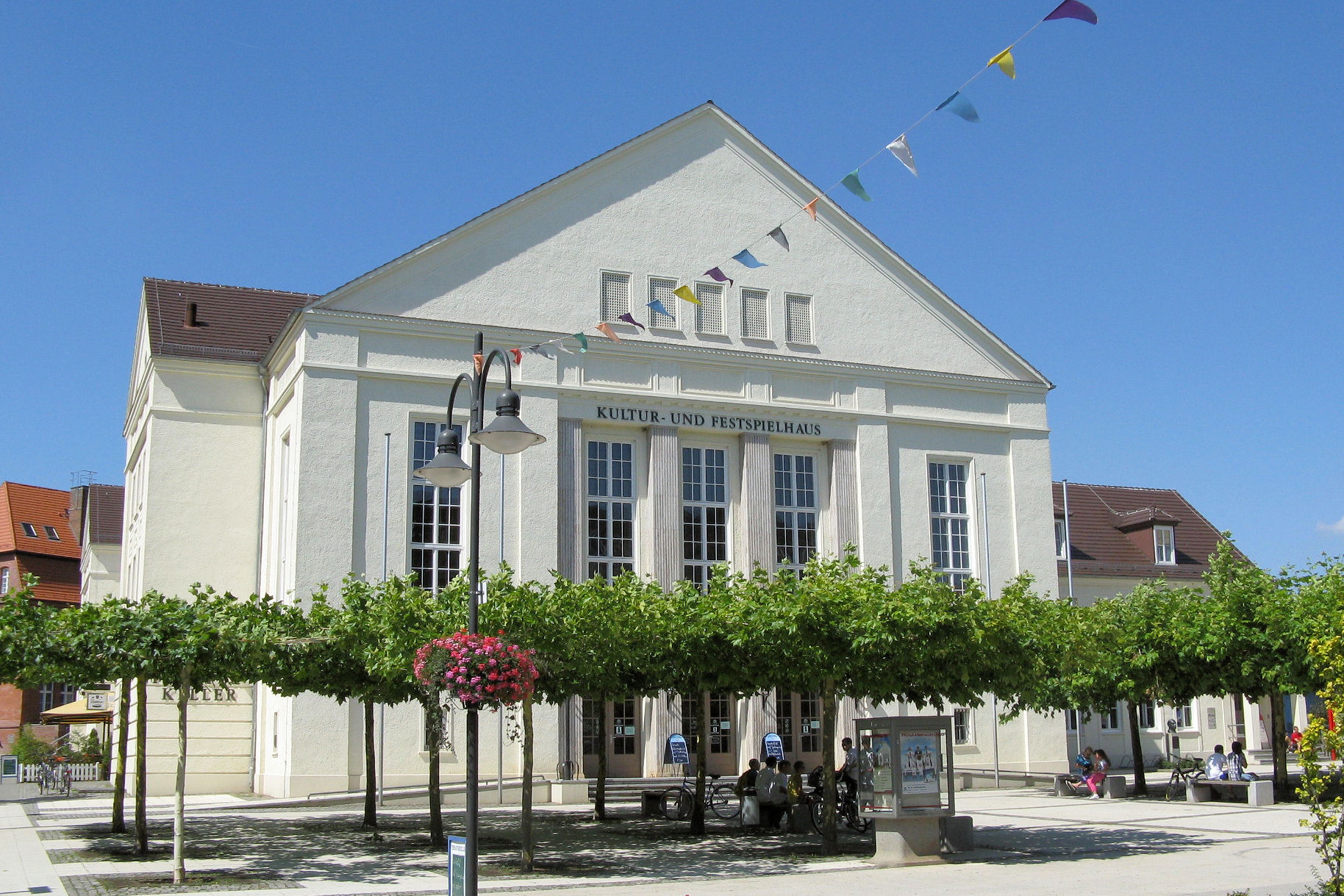
Cultureel centrum Kultur- und Festspielhaus (1958)
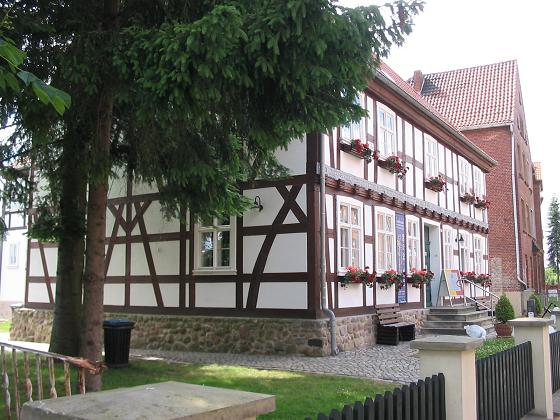
Huis Alte Burg, als museum in gebruik
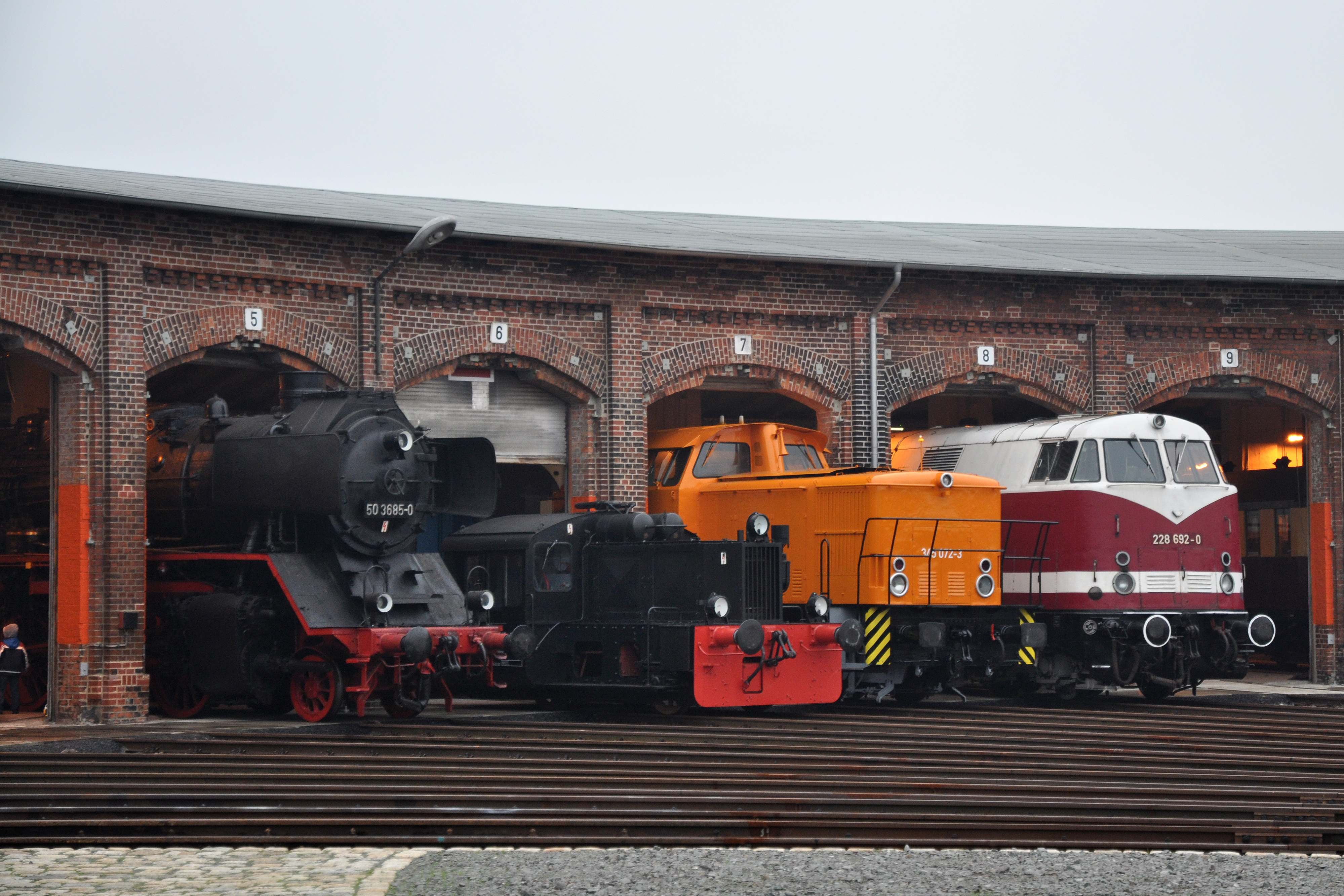
Historische locs in spoorwegmuseum Alter Lokschuppen
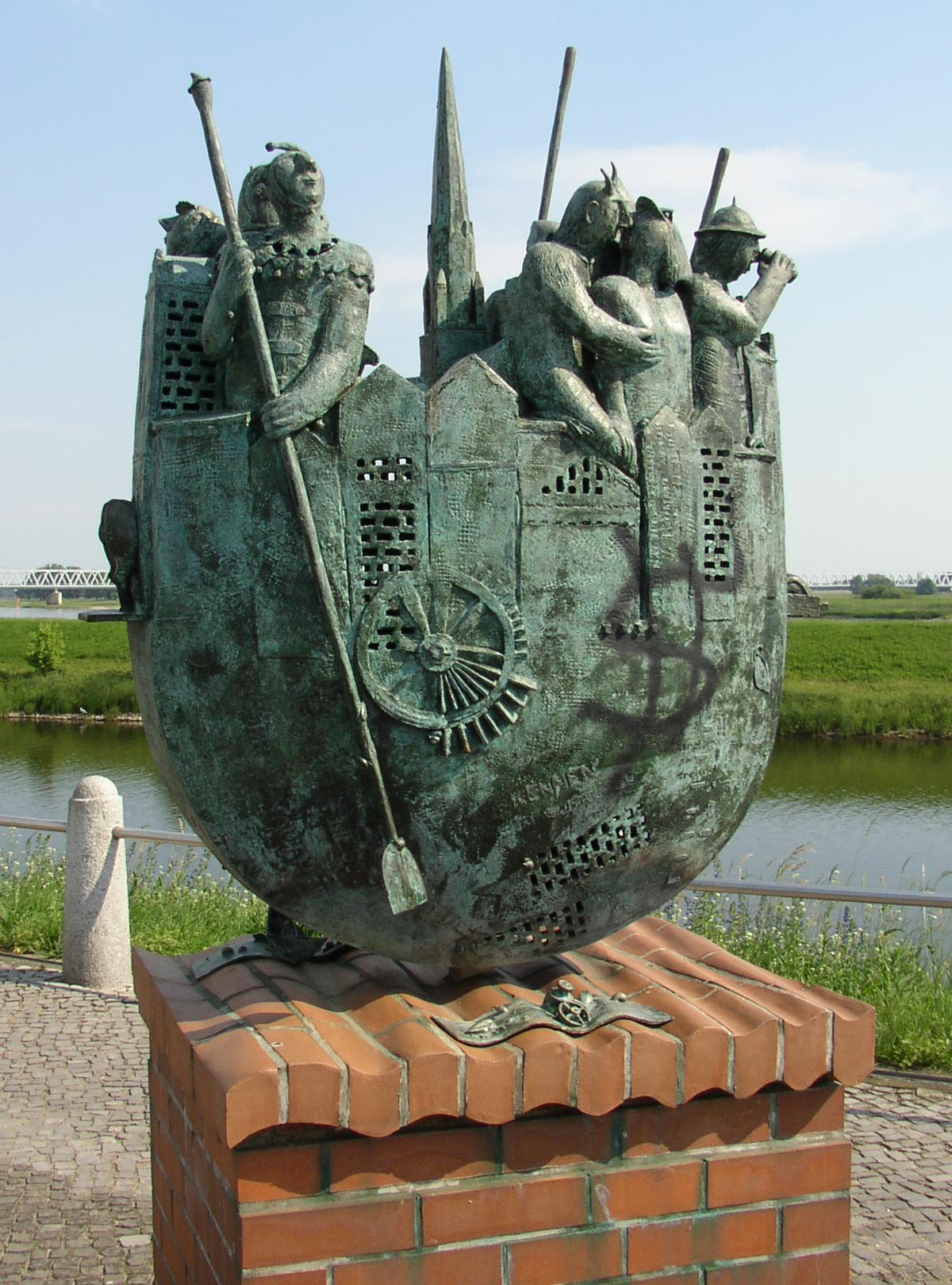
Sculptuur Schommelschip (2001)